# 尤繼舜
尤繼舜，京劇琴師、作曲家，師從趙濟羹學習京劇胡琴（京胡）和京劇音樂，以他的藝術成就獲評中國國家1級演員（演奏員）職稱。
在新疆維吾爾自治區藝術學校京劇科和江蘇省戲劇學校京劇科學習京劇音樂藝術，學校畢業後分發到江蘇省京劇院工作，1969年調到上海京劇院《智取威虎山》劇組做琴師（甲組琴師是蔣阿炳，甲組鼓師是張鑫海）。
他和王玉璞是上海京劇院《磐石灣》劇組的琴師和鼓師（甲組琴師是蔣阿炳，甲組鼓師是張鑫海）。
到上海京劇院工作以後，拜人稱「趙喇嘛」的趙濟羹爲師，並曾向汪本貞、李慕良、鍾世章、何順信、王瑞芝、姜鳳山、沈玉才等琴師問藝。
他參與新編古裝京劇《長恨歌》、《貞觀盛事》、《廉吏于成龍》的音樂創作。
他擔任新編古裝京劇《曹操與楊修》、《長恨歌》、《貞觀盛事》、《廉吏于成龍》的京劇胡琴。
學生有陳平一、田磊等多人。